# مارسيل (اسم)
اسم علم مؤنث ومذكر إنكليزي.
(بالإنجليزية: MARCILE)‏، (بالفرنسية: MARCELLE)‏. أصله لاتيني.
معناه: المنتمية إلى مارس (بالإنجليزية: MARS)‏ إله الحرب وابن جوبيتر ويونون.
ومن معانيه: الشجاعة، المطرقة الصغيرة.

## مشاهير
- مارسيل (ت 1854م) مستشرق رافق نابليون إلى مصر.
- مارسيل خليفة (ولد عام 1950م)، مؤلف موسيقي ومغني وعازف عود لبناني.